# Maribelle

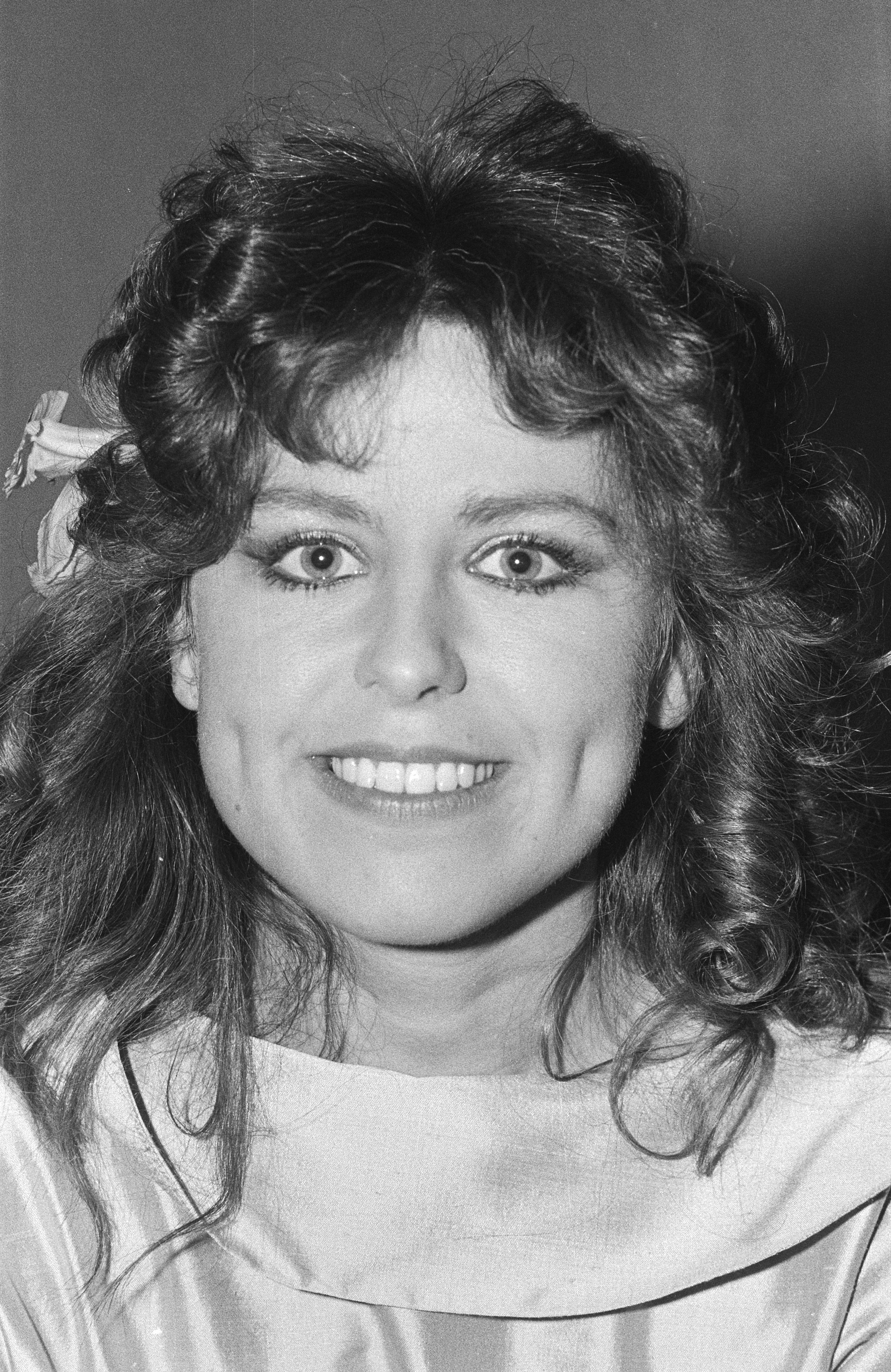
Maribelle (1984)

Maribelle (eigentl.: Marie Kwakman; * 4. April 1960 in Volendam) ist eine niederländische Sängerin.

## Leben und Wirken
Schon 1981 nahm sie an der niederländischen Vorauswahl zum Eurovision Song Contest teil und unterlag knapp Linda Williams. Bei der Vorauswahl 1984 schaffte sie es und durfte daher beim Concours Eurovision de la Chanson 1984 in Luxemburg für die Niederlande antreten. Mit dem Chanson Ik hou van jou (dt.: Ich liebe dich) erreichte sie Platz 13.
Mit ihren Alben und Singles hatte sie Platzierungen in den niederländischen Charts.

## Diskografie (Auswahl)

### Alben
| Jahr | Titel            | Höchstplatzierung, Gesamtwochen, AuszeichnungChartsChartplatzierungen (Jahr, Titel, Platzierungen, Wochen, Auszeichnungen, Anmerkungen) | Anmerkungen |
| Jahr | Titel            | NL | Anmerkungen |
| ---- | ---------------- | --- | ----------- |
| 1993 | Voyage           | NL83 (5 Wo.)NL |             |
| 1997 | Geef mij je hand | NL83 (4 Wo.)NL |             |

### Singles
| Jahr | Titel Album      | Höchstplatzierung, Gesamtwochen, AuszeichnungChartsChartplatzierungen (Jahr, Titel, Album, Platzierungen, Wochen, Auszeichnungen, Anmerkungen) | Anmerkungen |
| Jahr | Titel Album      | NL | Anmerkungen |
| ---- | ---------------- | --- | ----------- |
| 1981 | Marionette –     | NL36 (4 Wo.)NL |             |
| 1984 | Ik hou van jou – | NL33 (3 Wo.)NL |             |

Weitere Singles
- 1993: Esperanza
- 1995: Ik wil jou
- 1997: Geef mij je hand
- 2008: Jouw ogen
- 2009: Ik geef me over